# Thiên hoàng Chūai
Thiên hoàng Chūai (仲哀天皇 (Trọng Ai Thiên hoàng) Chūai-tennō) là Thiên hoàng thứ 14 của Nhật Bản theo Danh sách Thiên hoàng truyền thống. Thiên hoàng Chūai được phần lớn các nhà sử học coi là một nhân vật thần thoại, và cái tên Chūai Tennō được đời sau chọn làm thụy hiệu của ông.

## Truyện truyền thuyết
Không có ngày tháng chắc chắn về cuộc đời và triều đại của vị Thiên hoàng này. Các nhà sử học coi vua Chūai là một "Thiên hoàng truyền thuyết" vì thiếu thông tin về ông, mà cũng không thể phủ định được việc một người như thế đã từng tồn tại. Hơn nữa, các học giả chỉ biết than thở rằng, ở thời điểm này, không có đủ các bằng chứng để nghiên cứu và thẩm tra kỹ càng hơn. Nếu thiên hoàng Chūai đã thật sự tồn tại, không có bằng chứng về việc danh xưng tennō đã được sử dụng từ thời kỳ đó. Dường như ông chỉ là một tộc trưởng, hay đứng đầu một gia tộc địa phương, và chính thể mà ông cai trị chỉ bao gồm một phần nhỏ của Nhật Bản ngày nay.
Theo Cổ Sự Ký (Kojiki) và Nhật Bản Thư Kỷ (Nihonshoki), ông là cha của Thiên hoàng Ōjin. Ōjin nhìn chung được chấp nhận là đã thật sự tồn tại dựa trên các cứ liệu khảo cổ học, nhưng cha của ông là Yamato Takeru. Ông là cháu nội của Thiên hoàng Keikō, vua Yamato. Vợ của Chūai là Hoàng hậu Jingū.
Cũng theo thần thoại đó, vợ ông bất ngờ bị các vị thần không rõ tên nhập vào. Các vị thần đã hứa với Thiên hoàng Chūai về một vùng đất giàu có ngoài khơi. Sau đó, ông nhìn về phía biển, nhưng ông không thể thấy gì và nghi ngờ niềm tin của mình vào lời hứa của các vị thần. Các vị thần giận dữ và tuyên bố rằng ông sẽ phải chết và không bao giờ có được vùng đất hứa. Thay vào đó họ sẽ đến với đứa con chưa sinh ra của ông. Huyền thoại nói rõ rằng vua Chūai qua đời ít lâu sau đó và người vợ góa của ông, Jingū, chinh phục được vùng đất hứa, phỏng đoán là một phần của bán đảo Triều Tiên ngày nay. Theo một phiên bản khác của huyền thoại, con trai của Thiên hoàng Chūai được sinh ra 3 năm sau khi vua cha qua đời, càng khẳng định thêm quan điệm rằng các câu chuyện xung quanh ông dựa trên huyền thoại thay vì các sự kiện có thật. Huyền thoại này cũng có rất nhiều thiếu sót (nó kể lại rằng Jingū bay đến vùng đất hứa là rồi chinh phục nó vào Nhật Bản) làm nó giảm giá trị đi rất nhiều với các nhà sử học.
Ngược lại với quan điểm của Cổ Sự Ký, hai nhà nghiên cứu J.Carter Cowell và A.Cowell - tiến sĩ sử học Đại học Columbia, đã từng sống lâu năm tại Nhật Bản và Hàn Quốc lại cho rằng hai Thiên hoàng Chūai, hoàng hậu Jingū và một số vị Thiên hoàng khác thực tế là người Triều Tiên. Thiên hoàng Chūai là vốn là vua nước Shinra (新羅 (Tân La)), đóng đô tại Taegu đông nam Hàn Quốc ngày nay và vợ là Hoàng hậu Jingū, vốn là một cô công chúa nước Phù Dư (夫餘|Puyo) ở miền Nam Mãn Châu. Hai người này đã dẫn theo một đoàn kỵ binh thiện chiến đi chinh phạt Yamato (Nhật Bản ngày nay). Thiên hoàng thứ 15 - Thiên hoàng Ōjin (con của Thiên hoàng Chūai và Jingū) chỉ là người mở đầu triều đại của dân tộc kỵ mã gốc Triều Tiên tại Nhật Bản. Quan điểm này đã vấp phải nhiều mâu thuẫn khi đem đối chiếu với Kojiki, song trên thực tế khi khai quật lăng mộ của một số Thiên hoàng, người ta phát nhiện những bức bích hoạ mang đậm sắc thái của văn hoá dân tộc kỵ mã đến từ bán đảo Triều Tiên.
Trong mỏ dầu Cloverfield ARG, một dàn khoan dầu được đặt tên là Chūai, có lẽ là theo tên của vị Thiên hoàng này.